# Psectra iniqua
Psectra iniqua är en insektsart som först beskrevs av Hagen 1859.  Psectra iniqua ingår i släktet Psectra, och familjen florsländor. Inga underarter finns listade.